# Martyn Lloyd-Jones
David Martyn Lloyd-Jones (20. prosince 1899 Cardiff – 1. března 1981 Ealing) byl velšský kazatel a doktor medicíny, který výrazně ovlivnil evangelikální hnutí ve Velké Británii ve 20. století. Více než třicet let sloužil jako kazatel ve Westminsterské kapli v Londýně. Byl velkým kritikem liberalismu a odpůrcem ekumenického hnutí.

## Život
Narodil se 20. prosince 1899 ve Walesu. Vystudoval medicínu, a proto byl později často označován jako „Doktor“. Od mládí navštěvoval církev, ale křesťanem se stal až během své lékařské praxe v londýnské prestižní nemocnici Sv. Bartoloměje. Později přijal povolání kazatele v kalvinistickém metodistickém sboru v Aberavonu ve Walesu. Po dvanácti letech služby v tomto sboru se stal druhým kazatelem ve Westminsterské kapli v Londýně a pět let nato hlavním kazatelem. Ve Westminsterské kapli kázal celých třicet let.

## Důrazy
Věřil, že opravdová jednota mezi křesťany je možná pouze mezi těmi, kdo se drží stejných biblických pravd a neuhýbají od nich – pro takové křesťany není jednota otázkou volby, ale biblickou povinností. Toto své přesvědčení vyjádřil ve svých přednáškách na konferenci International Fellowship of Evangelical Students (IFES) v roce 1971. Jako dlouholetý předseda IFES vyjádřil znepokojení z toho, že dochází k nenápadným, ale skutečným posunům v chápání závazku vůči biblickému evangeliu a předložil jasný výklad pravé povahy evangelikalismu. Teprve po dalších dvaceti letech byly tyto přednášky publikovány v knize Co je evangelikální?